# Mateusz Jakubiak
Mateusz Jakubiak (ur. 10 sierpnia 1989) – polski futsalista, piłkarz, zawodnik z pola, występuje obecnie w Pogoni '04 Szczecin.

## Przebieg kariery
MateuszJakubiak swoją przygodę z piłką nożną rozpoczął od gry w młodzieżowych drużynach Redłovii Redło i Stali Szczecin. W dorosłej karierze w piłce nożnej występował jeszcze w Piaście Choszczno i Chemiku Police. W październiku 2013 znalazł się w kadrze na konsultację szkoleniową prowadzoną przez selekcjonera reprezentacji Polski w futsalu Andreę Buccila. Miesiąc później zadebiutował w reprezentacji Polski w meczu przeciwko reprezentacji Słowenii. Od rundy wiosennej sezonu 2013/2014 jest zawodnikiem występującej w ekstraklasie Pogoni 04 Szczecin, z którą zdobył tytuł wicemistrza Polski. 

### Mecze w reprezentacji Polski
| l.p. | Data                 | Przeciwnik | Rezultat | Uwagi     |
| ---- | -------------------- | ---------- | -------- | --------- |
| 1.   | 30 października 2013 | Słowenia   | 1-5      |           |
| 2.   | 16 listopada 2013    | Gibraltar  | 13-1     | Gol · Gol |
| 2.   | 17 listopada 2013    | Turcja     | 4-1      |           |